# Out From The Deep
Out From The Deep – utwór i singel projektu Enigma z 1994 r. 
Singel pochodzi z tego samego albumu, co jego poprzednik – Age of Loneliness – The Cross of Changes.
Piosenka wykorzystuje bardziej tradycyjny rockowy format w porównaniu do innych utworów Enigmy. Piosenka zawiera próbkę utworu "The Calling" zespołu A Positive Life. Michael Cretu udostępnia tu wokale.

## Lista ścieżek
1. Radio Edit – 4:27
2. Rock Mix – 6:44
3. Trance Mix (168 bpm) – 5:49
4. Short Radio Edit – 3:30

## Notowania
| Lista (1995)     | Pozycja |
| ---------------- | ------- |
| Australia (ARIA) | 109     |